# 釣島
釣島（つるしま）は、愛媛県松山市に属し、興居島の西に位置する有人島。
忽那諸島に含めることもある（忽那七島という場合、通常は含まない）。
周辺は好漁場であり、松山市街からの遊漁（釣り）客も多い。

## 自然
- 周囲 2.9 km
- 面積 0.36 km2
- 人家は北端に集中している。

## 歴史
- 1873年（明治6年）6月 釣島灯台点灯（吏員退息所及び倉庫は1995年、松山市指定有形文化財に指定）。
- 1990年（平成2年） 興居島の鷲が巣漁港からの給水船による、給水始まる。
- 2000年（平成12年）地元民の要望から、島内に海水淡水化施設の建設が決まり、工事が始まる。2004年3月29日完成。

## 産業
- かんきつ栽培（かんきつ農業、いよかん）、水産（蛸漁）

## 社会
- 人口 約80人
- 学校
  - 興居島小学校釣島分校があるが2012年4月から休校している[1]。
  - 中学校は島内にはない。
- 商業施設
  - 島内には雑貨店1軒と自動販売機がある[1]。
- 宿泊施設
  - 予約制で集会所に宿泊できる[1]。

## 交通
- 釣島港（漁港）が唯一の島外との交通手段。
  - 中島汽船の、松山港（高浜港）からの西線のカーフェリーが1日1往復（上り第1便、下り第2便の変則）発着するのみで、松山港方面からの日帰り等は無理であったが、2006年10月1日から一日2往復となり交通利便性は向上した。

## 名所

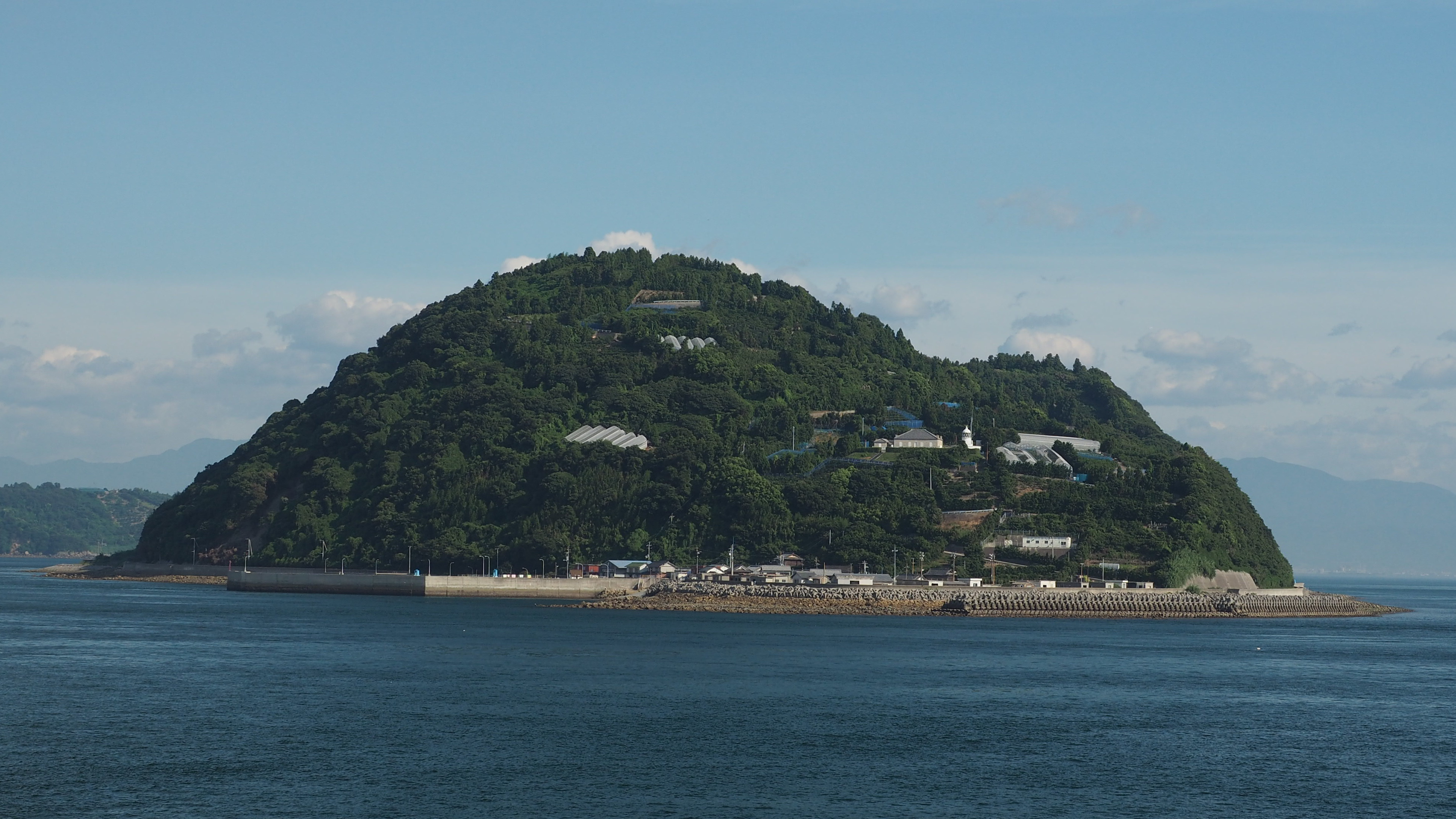
北から見た釣島。山の中腹右寄りに釣島灯台と灯台旧官舎。

- 釣島灯台

開国政策へ転換し、海運の近代化を諸外国から迫られていた明治政府によって、英国の技師を招聘して建てられた灯台。瀬戸内海で8基建設されたうちの1つ。釣島灯台吏員退息所及び倉庫旧官舎は松山市指定の有形文化財となっている。

## 関連図書
- 角川日本地名大辞典編纂委員会編『角川日本地名大辞典38 愛媛県』角川書店、1981年、436頁